# Атаман Олександр Васильович
Атаман Олександр Васильович (нар. 1 січня 1954 року, Луцьк Волинської області — 18 грудня 2021 р., Суми) — український учений, педагог, доктор медичних наук, професор, завідувач кафедри фізіології і патофізіології з курсом медичної біології Сумського державного університету, віце-президент Наукового товариства патофізіологів України.

## Біографія
Народився в м. Луцьку Волинської області. 1971 року закінчив з золотою медаллю Луцьку середню школу №10 і вступив до лікувального факультету Київського медичного інституту ім. акад. О.О. Богомольця (нині Національний медичний університет ім. Олександра Богомольця).
Після закінчення з відзнакою інституту в 1977 році став аспірантом кафедри патологічної фізіології і під керівництвом члена-кореспондента АМН СРСР М.Н. Зайка захистив 1980 року кандидатську дисертацію на тему «Експериментальні дані про енергозабезпечення артерій і вен з порушеною іннервацією».
З 1979 по 1991 рік працював асистентом, а з 1991 по 1993 рік професором кафедри патологічної фізіології цього ж інституту. 
1991 року захистив докторську дисертацію на тему «Енергозабезпечення артерій і вен у зв’язку з їх різною стійкістю до дії ушкоджувальних факторів (експериментальне дослідження)» (наукові консультанти М.Н. Зайко і Ю.В. Биць).
1993 року прийняв запрошення організувати і очолити кафедру нормальної і патологічної фізіології на новоствореному медичному факультеті Сумського фізико-технологічного інституту (нині Сумський державний університет). З цього часу є завідувачем кафедри, теперішня назва якої - кафедра фізіології і патофізіології з курсом медичної біології.

## Наукова діяльність
Наукова діяльність присвячена вивченню метаболізму стінки кровоносних судин за умов норми і патології. Разом із проф. Ю. Бицем запропонував «енергодефіцитну» теорію розвитку артеріосклерозу. Досліджував механізми різної резистентності артерій і вен до розвитку їх склеротичних уражень. Уперше запропонував експериментальну модель кальцинозу венозних судин. Зробив внесок у розвиток вчення про ушкодження клітини, пасивну і активну резистентність біологічних структур до дії патогенних чинників. Лауреат 2003 року премії НАН України імені О.О.Богомольця за монографію "Сравнительно-патофизиологические аспекты энергообеспечения сосудистой стенки"

## Педагогічна діяльність
Працюючи в Києві, був членом авторських колективів підручника з патологічної фізіології за редакцією М.Н Зайка і Ю.В. Биця (2-ге і 3-тє видання) і «Руководства к практическим занятиям по патологической физиологии» за редакцією М.Н. Зайка і Л.Я. Данілової.
Олександр Атаман є одноосібним автором навчального посібника і підручника з патофізіології для студентів вищих медичних навчальних закладів. 2000 року вийшов друком навчальний посібник «Патологічна фізіологія в запитаннях і відповідях», 2021 року побачило світ 6-те його видання. Підручник «Патофізіологія» (у 2-х томах) витримав 3 видання.

## Громадська діяльність
Олександр Атаман з 1979 по 1993 рік був головним ученим секретарем Наукового товариства патофізіологів України, а з 2016 року він віце-президент цього товариства. 
Обирався депутатом Сумської міської ради IV скликання (2002-2006 рр.), з травня 2003 по січень 2005 року працював на посаді секретаря Сумської міської ради.

## Основні праці

### Підручники і навчальні посібники
- Патологічна фізіологія: підручник / М. Н. Зайко, Ю. В. Биць, О. В. Атаман та ін. ; за ред.: М.Н. Зайка, Ю.В. Биця. — К. : Вища шк., 1995. — 615 с.
- Посібник до практичних занять з патологічної фізіології: навч. посіб. / О. В. Атаман, Ю. В. Биць, О. В. Голдобіна та ін. ; за ред. Ю.В. Биця, Л.Я. Данилової. — К. : Здоров'я, 2001. — 400 с.

- Атаман, О.В. Патофізіологія: підручник: у 2-х т. Т.1: Загальна патологія / О.В. Атаман. — 3-тє вид. — Вінниця: Нова Книга, 2018. — 584 с.
- Атаман, О.В. Патофізіологія: підручник: у 2-х т. Т.2: Патофізіологія органів і систем / О.В. Атаман. — 2-тє вид. — Вінниця: Нова Книга, 2019. — 448 с.
- Атаман, О.В. Патологічна фізіологія в запитаннях і відповідях: навч. посіб. / О.В. Атаман. — 6-те вид., оновлене та доповнене. — Вінниця : Нова Книга, 2021. — 568 с.
- Ataman, O. Crash Course in Pathophysiology. Questions & Answers = Короткий курс патофізіології. Запитання та відповіді: посібник / O. Ataman. — Vinnytsia: Nova knyha, 2019. — 520 p.

### Монографії
- Быць Ю.В., Пишак В.П., Атаман А.В. Сравнительно-патофизиологические аспекты энергообеспечения сосудистой стенки. – Киев-Черновцы: Прут, 1999. – 331 с. https://essuir.sumdu.edu.ua/handle/123456789/86209
- Атаман О.В. Венозна стінка: загальнотеоретичні й експериментальні аспекти. – Суми: Вид-во СумДУ, Ангіо, 2001. – 248 с. https://essuir.sumdu.edu.ua/handle/123456789/86226
- Атаман О.В. Артеріосклероз Менкеберга. Історичний нарис. – Суми: Вид-во СумДУ, 2010. – 87 с. https://essuir.sumdu.edu.ua/handle/123456789/86228
- Атаман О.В. Механізми розвитку D-гіпервітамінозних уражень кровоносних судин. – Суми: Вид-во СумДУ, 2011. – 150 с. https://essuir.sumdu.edu.ua/handle/123456789/86236

### Наукові публікації
- Атаман О.В. Експериментальні докази енергозалежного характеру високої резистентності вен до дії деяких пошкоджуючих агентів // Доповіді АН Української РСР.– 1991.– №10.– С.161-164.
- Атаман О.В. Ектонуклеотидазна активність ізольованих стрічок артерій і вен експериментальних тварин // Фізіол. журн.– 1991.– Т. 37, №6.– С. 32-37.Гарбузова В. Ю., Атаман О.В. Матриксний Gla-протеїн (MGP) та його роль в кальцифікації судинної стінки // Фізіол. журн.– 2011.– Т. 57, № 4.– C. 96-112.
- Garbuzova V. Yu., Gurianova V.L., Stroy D.A., Dosenko V.E., Parkhomenko A.N., Ataman A.V. Association of matrix Gla protein gene allelic polymorphisms (G7>A, T-138>C and Thr83>Ala) with acute coronary syndrome in the Ukrainian population // Exp. Clin. Cardiol. (Canada).– 2012.– V. 17, No 1.– P. 30-33.

### Науково-методичні публікації
- Ataman O.V. Current challenges and problems in teaching pathophysiology in Ukraine – another reaction to Churilov's paper // Psychiatria Danubina. – 2017. – V. 29, Suppl. 4, P. S759–S769.
- Атаман О.В. Роздуми про систему навчання студентів-медиків, або чи потрібна фундаментальна підготовка сучасному лікарю. – Суми, 2011. – 23 с. http://essuir.sumdu.edu.ua/handle/123456789/29194
- Атаман О.В. Сучасні виклики патофізіології як навчальній дисципліні. Куди йдемо? // Фізіол. журн. – 2011. – №6. – С.112–115.
- Атаман, О.В. Закон Ома як формула хвороби: нариси з методики викладання загального вчення про хворобу / О. В. Атаман. — Суми : СумДУ, 2010. — 28 с. http://essuir.sumdu.edu.ua/handle/123456789/29193
- Атаман О.В. Масштабну особистість, як і все велике, краще оцінювати з відстані // В кн.: М.Н. Зайко. Життєвий і творчий шлях (до 100-річчя від дня народження) / Під заг. ред. В.Ф. Москаленка та Ю.В. Биця. – К.: Купріянова, 2008. – С. 11–16.

### Публіцистика
Атаман О.В. Занурення у владу. – Суми: Вид-во СумДУ, 2010. – 242 с. https://essuir.sumdu.edu.ua/handle/123456789/86237